# Johann von Wessenberg-Ampringen
El Barón Johann von Wessenberg-Ampringen (en alemán: Johann Philipp Freiherr von Wessenberg-Ampringen; 28 de noviembre de 1773, Dresde - 1 de agosto de 1858, Freiburg im Breisgau) fue un hombre de estado y diplomático austriaco.
Wessenberg nació en Dresde, donde su padre trabajaba como tutor de los príncipes de la Casa electoral de Wettin. El hermano menor de Johann, Ignaz Heinrich von Wessenberg, más tarde eligió una carrera eclesial y en 1803 fue elegido vicario general del Obispado de Constanza. En 1776 la familia retornó a Freiburg en la Austria Anterior.
Johann se unió al servicio civil austriaco en 1794. Sirvió como diplomático enviado durante la guerra de la Segunda Coalición en apoyo de las fuerzas del Archiduque Carlos. A partir de 1801 trabajó como secretario en la embajada austriaca en Berlín liderada por el conde Johann Philipp von Stadion y en 1805 fue elegido embajador en Kassel, donde fue testigo de la ocupación por tropas francesas a las órdenes del General Mortier en 1806.
En 1808 Wessenberg retornó a Berlín como embajador en la corte prusiana. El rey Federico Guillermo III había huido de las fuerzas de Napoleón a Prusia Oriental y Wessenberg no tuvo la oportunidad de convencerlo para que se uniera a la Quinta Coalición contra Francia. Entre 1811 y 1813 encabezó la delegación en Múnich y después viajó como enviado especial a Londres, Francia y Milán antes de que en 1814 fuese elegido segundo delegado austriaco (después del Príncipe Metternich) en el Congreso de Viena. Los esfuerzos de Wessenberg fueron una importante contribución al establecimiento de la Confederación Germánica. A partir de 1830 sirvió de nuevo como embajador en La Haya, y también tomó parte en los debates después de la Revolución belga que finalmente llevaron al Tratado de Londres de 1839.
Después de las Revoluciones de 1848, el retirado Wessenberg fue elegido Ministro Presidente el 18 de julio, aunque sin embargo tuvo que huir con la corte del levantamiento de Viena a Olomouc, donde después dimitió el 21 de noviembre en favor del Príncipe Félix de Schwarzenberg.
Wessenberg pasó sus últimos años en sus fincas en Freiburg, donde murió.